# Robin Leamy
Robin Leamy (Estados Unidos, 1 de abril de 1961) es un nadador estadounidense retirado especializado en pruebas de estilo libre, donde consiguió ser campeón olímpico en 1984 en los 4 x 100 metros estilo libre.

## Carrera deportiva
En los Juegos Olímpicos de Los Ángeles 1984 ganó la medalla de oro en los relevos de 4 x 100 metros estilo libre, con un tiempo de 3:19.13 segundos que fue récord del mundo, por delante de Australia (plata) y Suecia (bronce), siendo sus compañeros de equipo los nadadores: Chris Cavanaugh, Mike Heath, Matt Biondi, Rowdy Gaines y Tom Jager.